# Stephanie Harms

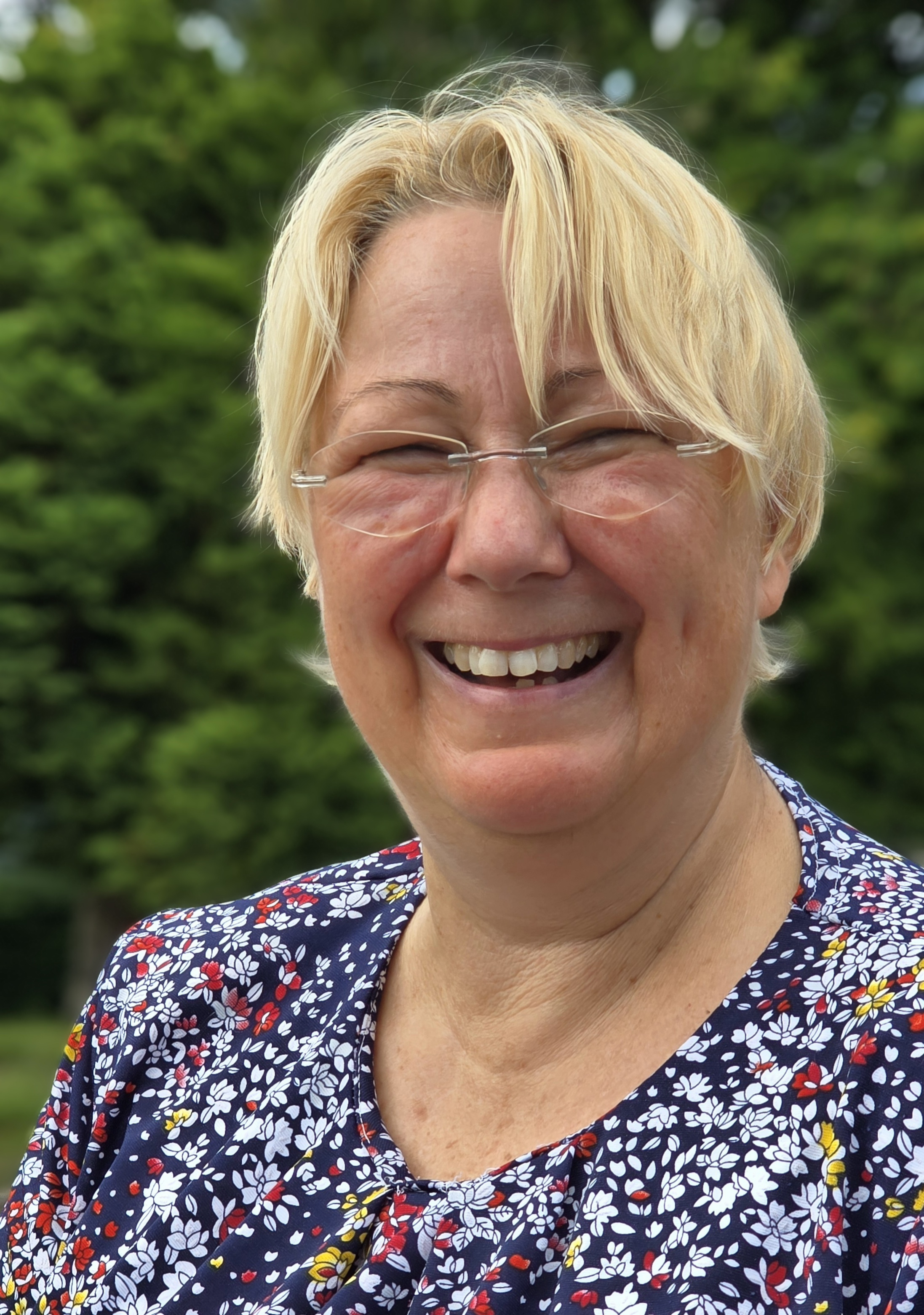
Stephanie Harms im Sommer 2025

Stephanie Harms (geboren 1972 in Empelde) ist eine deutsche Kommunalpolitikerin (CDU). Von 2014 bis 2021 war sie Bürgermeisterin der Stadt Ronnenberg (Niedersachsen).

## Werdegang
Harms arbeitete bis Ende 2013 in einer Wirtschaftsprüfungsgesellschaft in Hannover.

## Politische Karriere
Harms gewann die Stichwahl zum Bürgermeister am 6. Oktober 2013 mit 52,8 Prozent der Stimmen bei einer Wahlbeteiligung von 45,0 Prozent und mit Unterstützung der Freien Wähler. Sie setzte sich damit gegen den Konkurrenten Torsten Kölle (SPD) durch und durchbrach die lange Reihe der seit 1986 ununterbrochen regierenden SPD-Bürgermeister. Ihr Gegenkandidat im ersten Wahlgang, Torsten Jung (Freie Wähler), der sie in der Stichwahl unterstützt hatte, wurde 2015 in die neu geschaffene Stabsstelle Wirtschaftsförderung und Stadtmarketing der Ronnenberger Verwaltung übernommen.
Bei der Wahl von Harms zur Bürgermeisterin hatte die CDU keine Mehrheit im Rat der Stadt. Sie erreichte sie auch bei den Kommunalwahlen 2016 und 2021 nicht. Konkurrent Torsten Kölle war vom Rat der Stadt ab 1. November 2012 zum Ersten Stadtrat ernannt worden. Harms schlug ihn 2019 nicht mehr für diese Position vor.
Sie engagierte sich gegen die Bauschuttablagerung auf Ronnenberger Kalihalden als eine Variante der Renaturierung. Ihr Anliegen, das in eine Resolution des Rates der Stadt und der Regionsverwaltung mündete, wurde jedoch nicht von der CDU-Landtagsfraktion unterstützt. Wegen des Haushaltsdefizits im Haushaltsplan 2020 plädierte sie für eine Erhöhung von Grund- und Gewerbesteuer. Sie wollte damit den Ausbau von Kindergärten und Schulen, der Bezirkssportanlage und Investitionen in den Brandschutz finanzieren.
Harms wurde bei der Jahreshauptversammlung 2020 in die Freiwillige Feuerwehr Ronnenberg aufgenommen.
Bei der Bürgermeisterwahl am 12. September 2021, bei der auch der Rat der Stadt gewählt wurde, erreichte sie im ersten Wahlgang nicht die erforderliche Mehrheit zur Wiederwahl. Sie kam auf Platz zwei hinter Marlo Kratzke (SPD), gegen den sie die Stichwahl verlor. Da mit ihrer Wiederwahl als Bürgermeisterin gerechnet worden war und sie bei der Kommunalwahl 2021 für den Rat der Stadt Ronnenberg nicht kandidiert hatte, gehört sie ihm nicht mehr an. Stattdessen wurde Torsten Kölle erneut zum Ersten Stadtrat gewählt.
Anfang 2022 wurde Harms Rechnungsprüferin für die Kommunen Pattensen und Wennigsen.